# Świeszewo (gmina Świercze)
Świeszewo – wieś w Polsce, położona w województwie mazowieckim, w powiecie pułtuskim, w gminie Świercze. Ma status sołectwa.
W Świeszewie znajduje się szkoła podstawowa, licząca około 100 uczniów.
W latach 1975–1998 miejscowość administracyjnie należała do województwa ciechanowskiego.